# Liste der Stolpersteine in Mönchengladbach – Stadtbezirk Ost

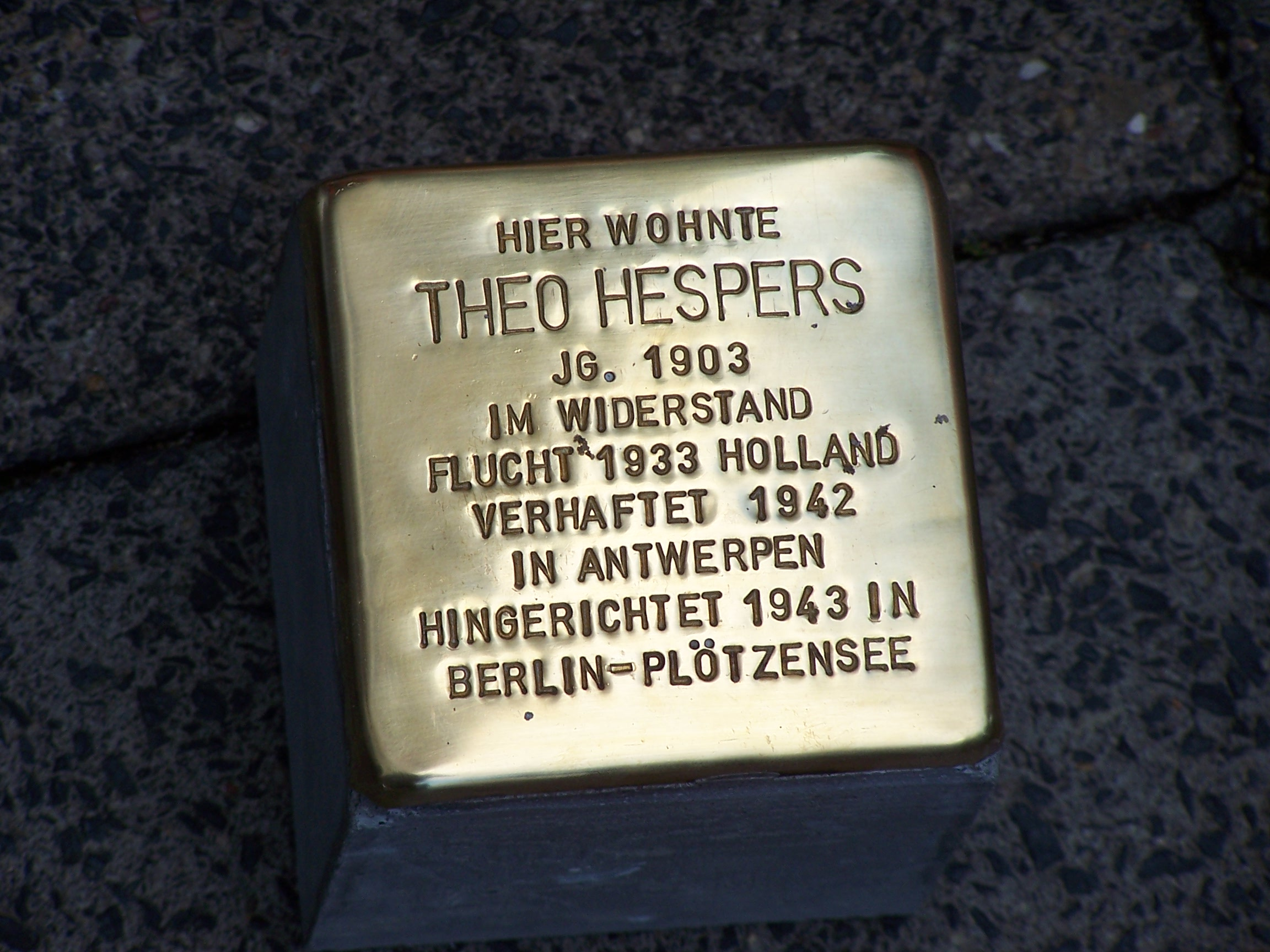
Stolperstein für Theo Hespers

Die Liste der Stolpersteine in Mönchengladbach – Stadtbezirk Ost enthält alle Stolpersteine, die im Rahmen des gleichnamigen Projekts von Gunter Demnig in Mönchengladbach im Stadtbezirk Ost verlegt wurden. Mit ihnen soll an Opfer des Nationalsozialismus erinnert werden, die hier lebten und wirkten.
Neben den hier verlegten Stolpersteinen, die in der Liste erfasst wurden, liegt im Stadtteil Rheydt auch eine „Stolperschwelle“.
Weitere verlegte Stolpersteine in anderen Stadtbezirken von Mönchengladbach sind hier zu finden:
- Stadtbezirk Nord
- Stadtbezirk Süd
- Stadtbezirk West

## Verlegte Stolpersteine
- Karte mit allen Koordinaten:
- OSM |
- WikiMap

Hinweise zur Benutzung der Auflistung:
Die Liste führt die verlegten Stolpersteine auf, nennt Namen und Lebensdaten der Person, Ort und Datum der Verlegung, die auf dem Stein zu lesende Inschrift und zeigt jeweils ein Foto des beschriebenen Stolpersteins. Dazu führt die Liste Informationen zur Person auf sowie, in den Fußnoten, auch Informationen zu den genannten verwandten Personen.
- Die Liste ist teils sortierbar gestaltet. Die Sortierung nach dem Alphabet wird durch das Anklicken der beiden Dreiecke in den Spalten erreicht.
- Mit ♁ (Lage) oder der Weltkugel lassen sich die Koordinaten mit Kartendiensten anzeigen.
- Hochgestellte Zahlen im Text bedeuten einen Link: Hochgestellte Zahlen in eckigen Klammern verweisen auf einen Einzelnachweis (Beleg) für die Information.
- Blau hinterlegte Wörter sind als Links zu anderen Wikipediaartikeln oder auch als Links innerhalb dieser Liste hinterlegt.

| Adresse                | Verlege- datum | Person, Inschrift | Bild | Anmerkung |
| ---------------------- | -------------- | --- | ---- | --- |
| Dünner Straße 172 ·    | 4. Apr. 2007   | Hier wohnte Hermann Hermanns Jg. 1888 Deportiert 1941 Riga verhungert in Salaspils                                                                                   |      | Hermann Hermanns wurde am 22.03.1888 als Sohn von Jacob Hermanns und seiner Ehefrau Esther, geb. Salmons in Mönchengladbach geboren. Er war mit Hedwig Joseph verheiratet. Am 11.12.1941 wurde er über Düsseldorf und das Ghetto Riga nach Salaspils deportiert, dort ist er verhungert. |
| Dünner Straße 172 ·    | 4. Apr. 2007   | Hier wohnte Hedwig Joseph Geb. Hermanns Jg. 1892 Deportiert 1941 Riga tot in Stutthof                                                                                |      | Hedwig Hermanns wurde am 10.04.1892 als Tochter von Jacob Hermanns und seiner Ehefrau Esther Salmons in Mönchengladbach geboren. Sie war mit Friedrich Joseph verheiratet, aus der Ehe ging ein Sohn (Hans Hugo (* 1924)) hervor. Als Beruf wurde Hausfrau angegeben. am 11.12.1941 wurde sie nach Riga deportiert und später nach Stutthof verbracht, wo sie verstarb. |
| Dünner Straße 172 ·    | 4. Apr. 2007   | Hier wohnte Friedrich Joseph Jg. 1891 Deportiert 1941 Riga ermordet Jan. 1942 in Salaspils                                                                           |      | Friedrich Joseph wurde am 07.11.1891 in Velbert als Sohn des Ehepaares Salomon Joseph und Sophie Hermanns geboren. Als Beruf wurde Kaufmann angegeben. Aus der Ehe ging ein Sohn (Hans Hugo (* 1924)) hervor, weiterhin hatte er eine ältere Schwester (Berta(* 1889)). Am 11.12.1941 wurde er über Düsseldorf und das Ghetto Riga nach Salaspils deportiert, dort wurde er im Januar 1942 ermordet. |
| Dünner Straße 172 ·    | 4. Apr. 2007   | Hier wohnte Hans Hugo Joseph Jg. 1924 deportiert Auschwitz ermordet 07.05.1943                                                                                       |      | Hans Hugo Joseph wurde am 22.07.1924 als Sohn des Ehepaares Friedrich Joseph und Hedwig Hermanns in Mönchengladbach geboren. Am 05.01.1939 begab er sich zu Verwandten in die Niederlande. Nach dem Einmarsch der Nazis wurde er im Frühjahr 1943 in Westerbork interniert und am 04.05.1943 nach Sobibor deportiert, wo er am 07.05.1943 ermordet wurde. |
| Dünner Straße 172 ·    | 4. Apr. 2007   | Hier wohnte Hedwig Hermanns Geb. Joseph Jg. 1892 Deportiert 1941 Riga ermordet in Stutthof                                                                           |      | Hedwig Hermanns in anderen Quellen "Ernestine" genannt, wurde am 03.10.1892 (in einer anderen Quelle wird als Geburtsdatum der 03.12.1892 genannt) in Velbert als Tochter von Salomon Joseph und seiner Ehefrau Josephine, geb. Hermanns geboren. Sie war mit Hermann Hermanns verheiratet, als Beruf wurde Hausfrau angegeben. Am 11.12.1941 wurde sie über Düsseldorf ins Ghetto Riga und von dort weiter am 1.10.1944 nach Stutthof deportiert, wo sie am gleichen Tag noch ermordet wurde. |
| Dünner Straße 172 ·    | 4. Apr. 2007   | Hier wohnte Betty Hermanns Jg. 1889 Deportiert 1941 tot in Riga |      | Berta "Betty" Hermanns wurde am 09.06.1889 in Mönchengladbach als Tochter von Jacob Hermanns und seiner Ehefrau Esther, geb. Salmons in Mönchengladbach geboren. Sie hatte einen jüngeren Bruder Friedrich (* 1891). Im Jahr 1938 verzog sie nach Köln, von dort wurde sie 1941 nach Riga deportiert, wo sie umkam (Quelle) – nicht eindeutig: Diese beiden Quellen (bundesarchiv.de und holocaust.cz) sprechen von einer Deportation am 11.09.1942 ab Köln nach Theresienstadt, als Todesdatum wird der 15.03.1944 angegeben. |
| Dünner Straße 172 ·    | 14. Dez. 2023  | Hier wohnte Werner Joseph Jg. 1928 Flucht 1939 Holland deportiert Sobibor ermordet 7.5.1943                                                                          |      | Werner Joseph wurde am 21. Februar 1928 in Breslau geboren. Seine Eltern waren Friedrich Joseph aus Velbert und Hedwig Joseph, geb. Hermanns, aus Mönchengladbach-Neuwerk. Werner hatte zwei ältere Brüder: Heinz Günther und Hans Hugo. Wegen der zunehmend gefährlichen Lage für Juden im NS-Staat ließen die Eltern ihre drei Söhne Anfang 1939 mit einem Kindertransport in die Niederlande emigrieren, die zu dieser Zeit geflüchteten jüdischen Jugendlichen Schutz gewährten. Werner Joseph besuchte von 1941 bis 1943 das Joods Lyceum in Amsterdam. Nach dem Einmarsch der Wehrmacht in die Niederlande wurden alle drei Brüder deportiert. Werner Joseph wurde am 7. Mai 1943 in Sobibor ermordet. |
| Hansastraße 54 ·       | 25. März 2011  | Hier wohnte Heinrich Backes Jg. 1915 ‘Schutzhaft’ Sept. 1939 Sachsenhausen Flossenbürg 1940 tot 3.7.1940                                                             |      | Heinrich Backes wurde am 23.11.1915 als Sohn von Adolf Backes und Maria Sibilla Backes, geb. Döhmen in Neuwerk geboren, er galt als aufmüpfig, jemand, der sich nichts gefallen lässt. Wegen (angeblicher) schlechter Führung bei der Wehrmacht wurde er am 04.09.1939 in Schutzhaft genommen und am 12.09.1939 ins KZ Sachsenhausen verbracht. Von dort aus wurde er am 06.04.1940 ins KZ Flossenbürg deportiert, wo er am 03.07.1940 starb. |
| Hofstraße 149 ·        | 22. Apr. 2021  | Hier wohnte Simon Aron Altbaum Jg. 1878 Flucht 1938 Polen Schicksal unbekannt                                                                                        |      | Simon Aron Altbaum wurde am 15.07.1878 in Janow bei Lublin geboren, als Beruf wird Weber angegeben. Er heiratete Estera Schlarczik, seit 1911 waren sie in Mönchengladbach gemeldet. Drei Kinder sind bekannt: Dora (* 1910), die Zwillinge Rosa und Regina (* 1914). Simon verzog am 17.06.1938 nach Lodz, Estera folgte ihm am 29.07.1938. Um das Jahr 1940 verliert sich ihre Spur. |
| Hofstraße 149 ·        | 22. Apr. 2021  | Hier wohnte Estera Altbaum Geb. Schlarczik Jg. 1881 Flucht 1938 Polen Schicksal unbekannt                                                                            |      | Estera Schlarczik wurde am 14.12.1881 als Tochter von Josek und Fajga Schlarczik in Janow bei Lublin geboren, sie heiratete Simon Aron Altbaum, drei Kinder sind bekannt: Dora (* 1910), die Zwillinge Rosa und Regina (* 1914). Simon verzog am 17.06.1938 nach Lodz, Estera folgte ihm am 29.07.1938. Um das Jahr 1940 verliert sich ihre Spur. |
| Hofstraße 149 ·        | 14. Dez. 2023  | Hier wohnte Regina Altbaum Jg. 1914 Flucht 1938 Polen Schicksal unbekannt                                                                                            |      | Regina Altbaum kam mit ihrer Zwillingsschwester Rosa 1914 in Mönchengladbach zur Welt. Die Eltern Simon Aaron Altbaum und Estera Altbaum, geb. Schlarczik, stammten aus Polen und waren 1910 in das Deutsche Reich migriert. Ab 1911 war die Familie mit der bereits 1010 in Greiz geborenen Tochter Dora in Mönchengladbach gemeldet. 1936 emigrierten die Schwestern Dora und Rosa nach Argentinien. Die Eltern flohen wegen zunehmender Repressionen 1938 nach Polen während Regina Altbaum erst im Jahr 1940 offiziell amtlich in Mönchengladbach abgemeldet wurde und ab Juli 1940 bei ihren Eltern in Łódź wohnte. Nach dem Einmarsch der Wehrmacht in Polen erfolgte 1942 die Deportation Reginas und ihrer Eltern nach Krasnik in die Nähe eines Außenlagers des KZ Majdanek. Hier verlor sich ihre Spur. |
| Konstantinstraße 118 · | 13. Nov. 2007  | Hier wohnte Gustav Wallach Jg. 1886 Deportiert 1941 Ermordet in Lodz                                                                                                 |      | Gustav Wallach wurde am 18.04.1886 als Sohn von Hermann Wallach und Sophia Wallach, geb. Wolff in Schelsen geboren. Er heiratete Johanna Bärmann (*16.02.1888], aus der Ehe gingen zwei Töchter hervor: Edith (*02.01.1915, überlebt, †04.03.2004 in Doetinchem) und Margot (*30.03.1921, überlebt, am 23. Juni 1939 nach England emigriert). Am 27. Oktober 1941 wurden Gustav und Johanna ins Ghetto Litzmannstadt verbracht, am 07.05.1942 dann weiter ins Vernichtungslager Chelmno deportiert, als Todestag wird der 08.05.1942 angegeben (strittig: Nach dieser Quelle soll Gustav in Litzmannstadt verstorben sein, ein Todesdatum ist hier nicht nachgewiesen). |
| Konstantinstraße 118 · | 13. Nov. 2007  | Hier wohnte Johanna Wallach Geb. Bärmann Jg. 1888 Deportiert 1941 Ermordet in Lodz                                                                                   |      | Johanna Bärmann wurde am 16.02.1888 als Tochter von Simon Bärmann und Caroline Bärmann, geb. Neumann in Dörrebach geboren. Sie heiratete Gustav Wallach (*18.04.1886), aus der Ehe gingen zwei Töchter hervor: Edith (*02.01.1915) und Margot (*30.03.1921). Am 27. Oktober 1941 wurden Gustav und Johanna ins Ghetto Litzmannstadt verbracht, am 07.05.1942 dann weiter ins Vernichtungslager Chelmno deportiert, als Todestag wird der 08.05.1942 angegeben (strittig: Nach dieser Quelle soll Johanna in Litzmannstadt verstorben sein, ein Todesdatum ist hier nicht nachgewiesen). |
| Konstantinstraße 263 · | 18. Dez. 2017  | Hier wohnte Emma Struch Jg. 1853 Deportiert 1942 Theresienstadt Ermordet 27.12.1942                                                                                  |      | Emma Struch wurde am 22.09.1853 als Tochter von Seligmann Struch und Johanna Struch, geb. Bleek in Rheydt geboren, sie blieb unverheiratet. Am 25.07.1942 wurde sie mit dem Transport VII/2, Zug Da 71 von Aachen (strittig: Diese Quelle nennt Düsseldorf) ins Ghetto Theresienstadt deportiert, wo sie am 27.12.1942 verstarb. |
| Neusser Straße 200 ·   | 7. Nov. 2024   | Hier wohnte Helene Emilie Königs Geb. Brockes Jg. 1905 Zwangssterilisiert 1936 Ev. Krankenhaus Bethesda                                                              |      | Helene Emilie Brockes wurde am 11.04.1905 als Tochter von Heinrich Brockes (*01.09.1870) und seiner Ehefrau Maria Josefine Brockes, geb. Schüren (*20.09.1871) in Mönchengladbach geboren, zwei Geschwister sind bekannt: Gertrud Josephine (* 1902) sowie ein Bruder (weitere Daten unbekannt). Am 05.05.1928 heiratete Helena Emilie in Mönchengladbach Adam Anton Königs, drei Kinder sind nachgewiesen. Der Amtsarzt Paul Jacobi diagnostizierte bei Helena Emilie angeborenen Schwachsinn, worauf das Erbgesundheitsgericht Mönchengladbach die Zwangssterilisation mit Röntgenstrahlen anordnete, die am 30.07.1936 vom behandelnden Arzt Dr. Müller Bardey im Bethesda-Krankenhaus durchgeführt wurde. Am 30.01.1947 verstarb Helena Emilie aufgrund eines Herzklappenfehlers. |
| Rheinstraße 61 ·       | 10. März 2016  | Hier wohnte Rachela Heinic Geb. Stain Jg. 1886 Deportiert 1942 Izbica Ermordet                                                                                       |      | Rachela Stain wurde am 27.02.1886 in Ibanesti geboren. Sie heiratete Leiba Heinic (*25.12.1880), aus der Ehe gingen zwei Söhne hervor: Alfred (*09.07.1922) und Paul (26.01.1925). Rachela wurde am 21.04.1942 ins Ghetto Izbica deportiert, wo sie umkam. |
| Rheinstraße 61 ·       | 10. März 2016  | Hier wohnte Leiba Heinic Jg. 1880 gedemütigt/entrechtet tot 27.02.1938                                                                                               |      | Leiba Heinic wurde am 25.12.1880 in Bucela geboren, er heiratete Rachela Stain (* 27.02.1886), aus der Ehe gingen zwei Söhne hervor: Alfred (* 09.07.1922) und Paul (26.01.1925). Leiba starb gedemütigt und entrechtet am 27.02.1938 in Düsseldorf. |
| Rheinstraße 61 ·       | 10. März 2016  | Hier wohnte Alfred Heinic Jg. 1922 Flucht 1937 Frankreich mit Hilfe überlebt                                                                                         |      | Alfred Heinic wurde am 09.07.1922 als Sohn von Leiba Heinic (* 25.12.1880) und Rachela Heinic, geb. Stain (* 27.02.1886) geboren, er hatte einen Bruder: Paul (26.01.1925). Alfred flüchtete am 30.06.1939 nach Paris und überlebte. |
| Rheinstraße 61 ·       | 10. März 2016  | Hier wohnte Paul Heinic Jg. 1925 Flucht 1939 England |      | Paul Heinic wurde am 26.01.1925 als Sohn von Leiba Heinic (*25.12.1880) und Rachela Heinic, geb. Stain (*27.02.1886) geboren, er hatte einen Bruder: Alfred (*09.07.1922). Paul konnte am 26.06.1939 nach England emigrieren und überlebte den Holocaust. |
| Sophienstraße 22 ·     | 22. Apr. 2021  | Hier wohnte Hertha Bunte Geb. Laufs Eingewiesen 1932 Süchteln-Johannisthal 1943 Heilanstalt Arnsdorf 'Verlegt' 27.7.1943 Anstalt Grossschweidnitz Ermordet 19.9.1943 |      | Hertha Josefine Laufs wurde am 24.06.1896 als Tochter von Willhelm Josef Laufs (1862–1926) und Albertine Laufs, geb. Pesch (1862–1932) in Mönchengladbach geboren. Am 04.06.1921 heiratete Hertha den Kaufmann Wilhelm Bunte (1884–1931), ein Sohn (*April 1922) ist nachgewiesen. U. a. nach dem Tod ihres Ehemanns zeigten sich bei Hertha psychische Auffälligkeiten, die zu einer Aufnahme in die Heil- und Pflegeanstalt Johannisthal in Süchteln führten. Im September 1933 wurde sie zu ihrer Schwester Grete entlassen. Da die Pflege aber nicht mehr möglich war, wurde Hertha in das Neusser St. Josefskloster eingewiesen. Von dort aus wurde sie am 22.07.1943 über die Landesheilanstalt Ansdorf nach Großschweidnitz (27.07.1943) überwiesen. Eintragungen in ihrer Krankenakte deuten darauf hin, dass sie hier durch gezielte Medikamentendosierung zu Tode gebracht wurde. Als Todestag wurde in der Akte der 19.09.1943 angegeben. |